# Kościół św. Józefa Oblubieńca w Warszawie
Kościół świętego Józefa Oblubieńca – zabytkowy kościół w Warszawie. Znajduje się w dzielnicy Mokotów, przy ulicy Czerniakowskiej 137. 
Jest kościołem parafialnym parafii św. Stefana Króla, należącej do dekanatu mokotowskiego archidiecezji warszawskiej.

## Historia

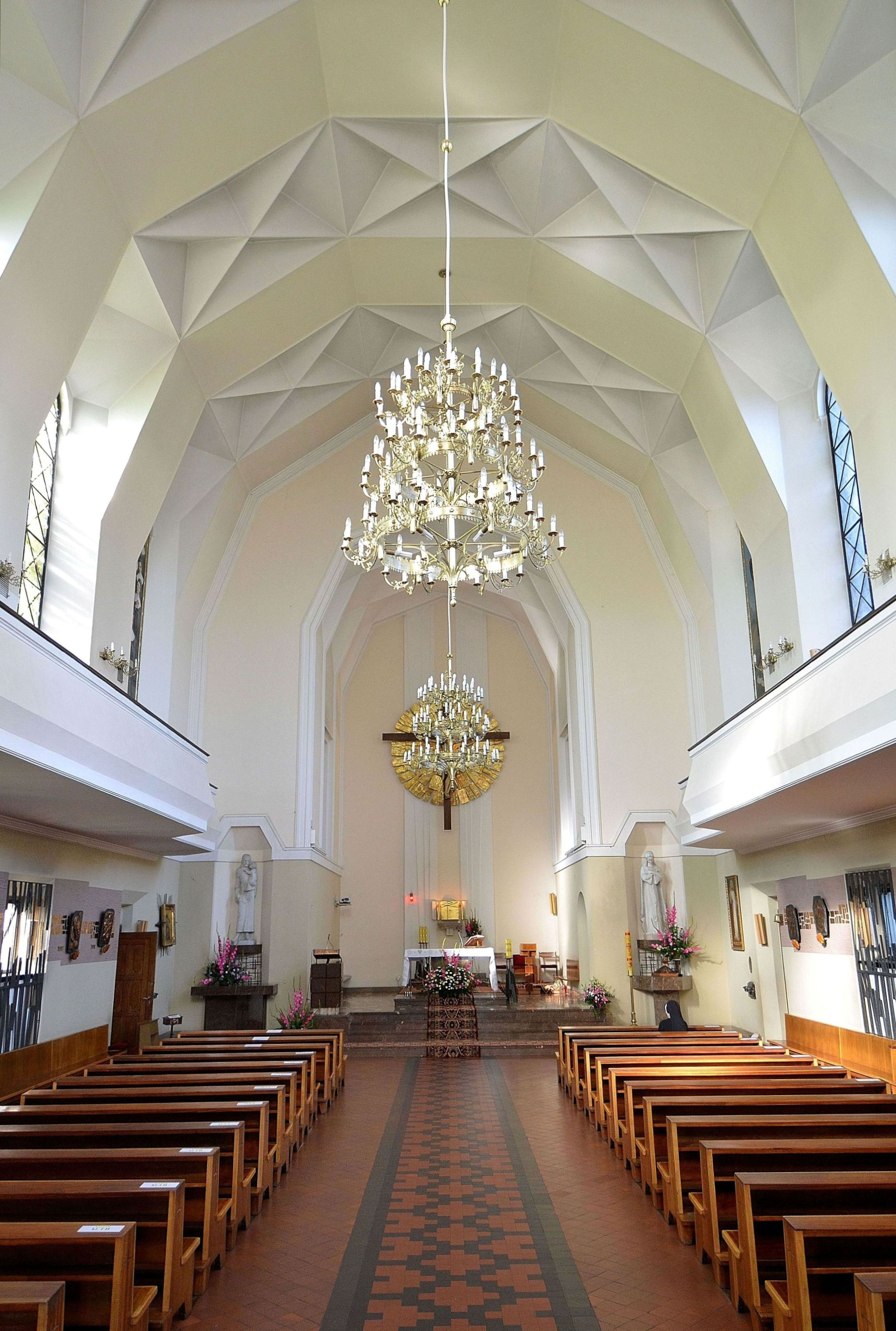
Wnętrze świątyni

Świątynia powstała jako kaplica szkolna należąca do Zgromadzenia Sióstr Najświętszej Rodziny z Nazaretu (Sióstr Nazaretanek), wybudowana w latach 1922–1926. Projekt opracowali Karol Jankowski i Franciszek Lilpop. W styczniu 1928 roku kaplica została poświęcona przez ks. infułata Antoniego Szlagowskiego. W 1936 roku kościół został całkowicie ukończony.
W 1944 roku w świątyni mieścił się szpital wojsk węgierskich. W dniach 27–30 sierpnia 1944 roku, podczas powstania warszawskiego, w okolicy kościoła i w jego wnętrzu trwały walki.
W dniu 1 stycznia 1963 roku kaplica została ustanowiona rektoratem z oddzielnym duszpasterzem. W 1965 roku świątynia została wpisana do rejestru zabytków.
1 marca 1973 roku przy kościele została utworzona parafia św. Stefana Króla.